# Michael Joseph
Michael Joseph, född 29 september 1971, är en friidrottare från Belize. Han deltog vid olympiska sommarspelen 1992.